# Relations entre l'Azerbaïdjan et le Qatar
Les relations entre l'Azerbaïdjan et le Qatar sont des relations bilatérales entre la République d'Azerbaïdjan et le Qatar dans les domaines politique, socio-économique, culturel et autres.

## Histoire
Les relations diplomatiques entre le Qatar et l'Azerbaïdjan ont été établies le 14 septembre 1994. En 2016, une commission économique, commerciale et technique conjointe a été créée entre les gouvernements de la République d'Azerbaïdjan et du Qatar. La première réunion de la commission a eu lieu le 31 janvier 2017 en Azerbaïdjan.
En août 2017, le Qatar a annulé le visa des Azerbaïdjanais. Aujourd'hui aucun visa n'est requis jusqu'à 30 jours.
Le 20 février 2019, la deuxième réunion de la Commission économique, commerciale et technique conjointe entre les gouvernements de la République d'Azerbaïdjan et du Qatar s'est tenue à Doha. 
Le 18 octobre 2021, l'Azerbaïdjan et le Qatar ont signé un accord sur la suppression mutuelle des obligations de visa sur la base des passeports civils généraux dans le but de développer la coopération dans le domaine du tourisme.

## Accords
31 documents ont été signés entre la République d'Azerbaïdjan et le Qatar.